# Championnats d'Afrique d'escrime 1995
Navigation
Édition précédente Édition suivante
Les championnats d'Afrique d'escrime 1995, 3e édition des championnats d'Afrique d'escrime, ont lieu du 18 au 23 septembre 1995 à Pretoria, en Afrique du Sud.

## Médaillés
| Épreuves           | Or               | Argent          | Bronze           |
| ------------------ | ---------------- | --------------- | ---------------- |
| Épée               |                  |                 |                  |
| Hommes individuel  | Daniel Steenkamp | A. M. Ismail    | Yaser Mahmoud    |
| Hommes par équipes | Afrique du Sud   |                 |                  |
| Femmes individuel  | Henda Zaouali    | Claudia Holgate | Michelle Jelbert |
| Femmes par équipes | Égypte           |                 |                  |
| Fleuret            |                  |                 |                  |
| Hommes individuel  | Maged Shaker     | Mohamed Fouad   | Monem el Hossini |
| Hommes par équipes | Égypte           |                 |                  |
| Femmes individuel  | Nagwa Moti       | Ferial Salhi    | Henda Zaouali    |
| Femmes par équipes | Égypte           |                 |                  |
| Sabre              |                  |                 |                  |
| Hommes individuel  | Raouf Bernaoui   | Khaled Kabish   | Medhat el Bakri  |
| Hommes par équipes | Égypte           |                 |                  |

## Tableau des médailles
| Rang  | Nation         | Or | Argent | Bronze | Total |
| ----- | -------------- | -- | ------ | ------ | ----- |
| 1     | Égypte         | 6  | 3      | 3      | 12    |
| 2     | Afrique du Sud | 2  | 1      | 1      | 4     |
| 3     | Algérie        | 1  | 1      | 0      | 2     |
| 4     | Tunisie        | 1  | 0      | 1      | 2     |
| Total | Total          | 10 | 5      | 5      | 20    |